# 鈴木康雄
鈴木 康雄（すずき やすお、1950年4月23日 - ）は、日本の総務（旧郵政）官僚。総務省情報通信政策局長や、総務審議官（郵政・通信担当）、第8代総務事務次官、総務省顧問等を経て、日本郵政取締役兼代表執行役上級副社長を務めた。

## 人物・経歴
山梨県出身。山梨県立甲府第一高等学校、東北大学法学部法律学科を経て、1973年郵政省に入省。東大の入試が中止になった年に東北大法学部に進学し、官界では東大卒が当たり前の中、郵政や通信分野で頭角を現し、『郵政のエリート』として一目を置かれる存在になった。"尊大な物言い"とマスコミ嫌いは有名で、次官室のドアに『取材お断り』と書かれた紙を貼ったこともあった。2009年総務事務次官となり、退官後は損害保険ジャパン顧問を経て2013年日本郵政に副社長として入社。2015年から上級副社長を務め、2016年には社長代行も務め、同社取締役を兼務した。
戦略家とされ、総務省退官後も天下りへの影響力等から超大物として君臨し、日本郵政グループの「ドン」とも称された。全国郵便局長会と強い関係を持ち、郵政族議員からの評価が高く、社員の家族構成等を把握して部下の面倒見がいいことなどから日本郵政グループ社員からの信頼も厚かったとされる。

## 略歴
- 1969年 山梨県立甲府第一高等学校卒業[1]
- 1973年 東北大学法学部法律学科卒業[2]、郵政省入省[9]（人事局要員訓練課）
- 1975年 簡易保険局資金運用課
- 1976年 大臣官房文書課審議室主査
- 1978年 北海道美幌郵便局長
- 1979年 北海道郵政局郵務部輸送課長
- 1980年 大臣官房文書課課長補佐
- 1981年 外務省出向（在インドネシア日本国大使館一等書記官）
- 1984年 簡易保険局資金運用課課長補佐
- 1986年 郵政大臣秘書官事務取扱[9]
- 1987年 郵政省電気通信局電気通信事業部データ通信課調査官[9]
- 1988年 郵政省通信政策局国際協力課企画官[9]
- 1989年 郵政省大臣官房文書課調査官[9]
- 1990年 外務省出向（在アメリカ合衆国日本国大使館参事官）[9]
- 1993年 郵政省通信政策局通信事業振興課長[9]
- 1994年 郵政省放送行政局放送政策課長・映像国際放送推進室長事務取扱[9]
- 1995年 郵政省大臣官房総務課長[9]
- 1996年 郵政省電気通信局総務課長[9]
- 1997年 郵政省大臣官房秘書課長[9]
- 1999年 郵政省大臣官房審議官（放送行政局担当）[9]
- 2001年 総務省大臣官房審議官（情報通信政策局担当）[9]
- 2001年 総務省総合通信基盤局電気通信事業部長[9]
- 2005年 総務省郵政行政局長[10]
- 2006年 総務省情報通信政策局長[10]
- 2007年 総務審議官（郵政・通信担当）[10]
- 2009年 総務事務次官[10]
- 2010年 総務省顧問[10]
- 2010年 損害保険ジャパン顧問[10]
- 2012年 一般財団法人日本ITU協会理事長[11]
- 2013年 日本郵政取締役兼代表執行役副社長、日本郵便取締役[10]
- 2015年 日本郵政取締役兼代表執行役上級副社長[10]
- 2020年 日本郵政取締役兼代表執行役上級副社長辞任[12]

## かんぽ不正販売報道への対応
かんぽ生命保険の不正販売問題を追及したNHK番組を巡り、NHK経営委員会は2018年10月、日本郵政グループの要求を受けて同局の上田良一会長を厳重注意した。これを受けて同年11月、鈴木康雄・日本郵政上級副社長は「果断な措置を執っていただいた」と感謝する文書を経営委員会に送った。このことが明るみに出ると「元総務事務次官による報道現場への圧力ではないか」と問題になった。2019年10月3日、国会で野党による合同ヒアリングを受けた後、鈴木は記者団に対し「（NHKは）まるで暴力団と一緒。殴っておいて、これ以上殴ってほしくないならやめたるわ、俺の言うことを聞けって。バカじゃねぇの」と語った。

## 不祥事
2019年12月20日、鈴木康雄が総務省の鈴木茂樹事務次官から、かんぽ生命保険の不正契約問題に関する行政処分案の情報提供を受けていたことが判明した。鈴木事務次官は20日付で停職3カ月の懲戒処分を受け同日辞任。高市総務相は日本郵政グループの役員に総務省出身者が就任していることについて、「監督官庁として公正、公平な判断ができなくなる」と述べた。26日の公明党総務部会では、「日程を聞いただけで、処分内容を教えてくれと頼んでいない」と釈明し、「大事になるとは思わなかった」と述べた。